# Буфало (Западна Вирџинија)
Буфало (енгл. Buffalo) град је у америчкој савезној држави Западна Вирџинија.

## Демографија
По попису из 2010. године број становника је 1.236, што је 65 (5,6%) становника више него 2000. године.
| Група             | 2000.         | 2010.         |
| Белци             | 1.131 (96,6%) | 1.200 (97,1%) |
| Афроамериканци    | 1 (0,1%)      | 6 (0,5%)      |
| Азијати           | 2 (0,2%)      | 5 (0,4%)      |
| Хиспаноамериканци | 11 (0,9%)     | 9 (0,7%)      |
| Укупно            | 1.171         | 1.236         |